# Bauhinia viorna
Bauhinia viorna är en ärtväxtart som beskrevs av James Francis Macbride. Bauhinia viorna ingår i släktet Bauhinia och familjen ärtväxter. Inga underarter finns listade i Catalogue of Life.